# Stephen Crainey
Stephen Crainey est un footballeur international écossais, né le 22 juin 1981 à Glasgow en Écosse. Il évolue au poste d'arrière gauche.

## Carrière
- 1997-2004 :  Celtic Glasgow FC
- 2004 :  Southampton FC
- 2004-2007 :  Leeds United FC
- 2007-2013 :  Blackpool FC
- 2013-2014 :  Wigan Athletic
- 2014-2015 :  Fleetwood Town
- 2015-2016 en football :  AFC Fylde[2],[3]

## Palmarès

### avec le Celtic
- 2001 : Scottish League Cup
- 2002 : Scottish League